# Thiago Vanole Nogueira Silva
Thiago Vanole Nogueira Silva (* 7. Dezember 1994 in Quirinópolis) ist ein brasilianischer Volleyballspieler.

## Karriere
Thiago Vanole Nogueira Silva wurde beim Minas Tênis Clube ausgebildet. 2017 nahm er an der Club-Weltmeisterschaft teil. 2018 wechselte der Außenangreifer zum französischen Verein Saint-Nazaire Volley-Ball Atlantique. Nach einer Saison ging er weiter zum spanischen Erstligisten CV Manacor. Zur Saison 2022/23 wechselte er zum deutschen Bundesligisten WWK Volleys Herrsching.